# Renovo, Pennsylvania
Renovo là một thị trấn thuộc quận Clinton, tiểu bang Pennsylvania, Hoa Kỳ. Năm 2010, dân số của thị trấn này là 1228 người.